# Jean-Pierre Gallati

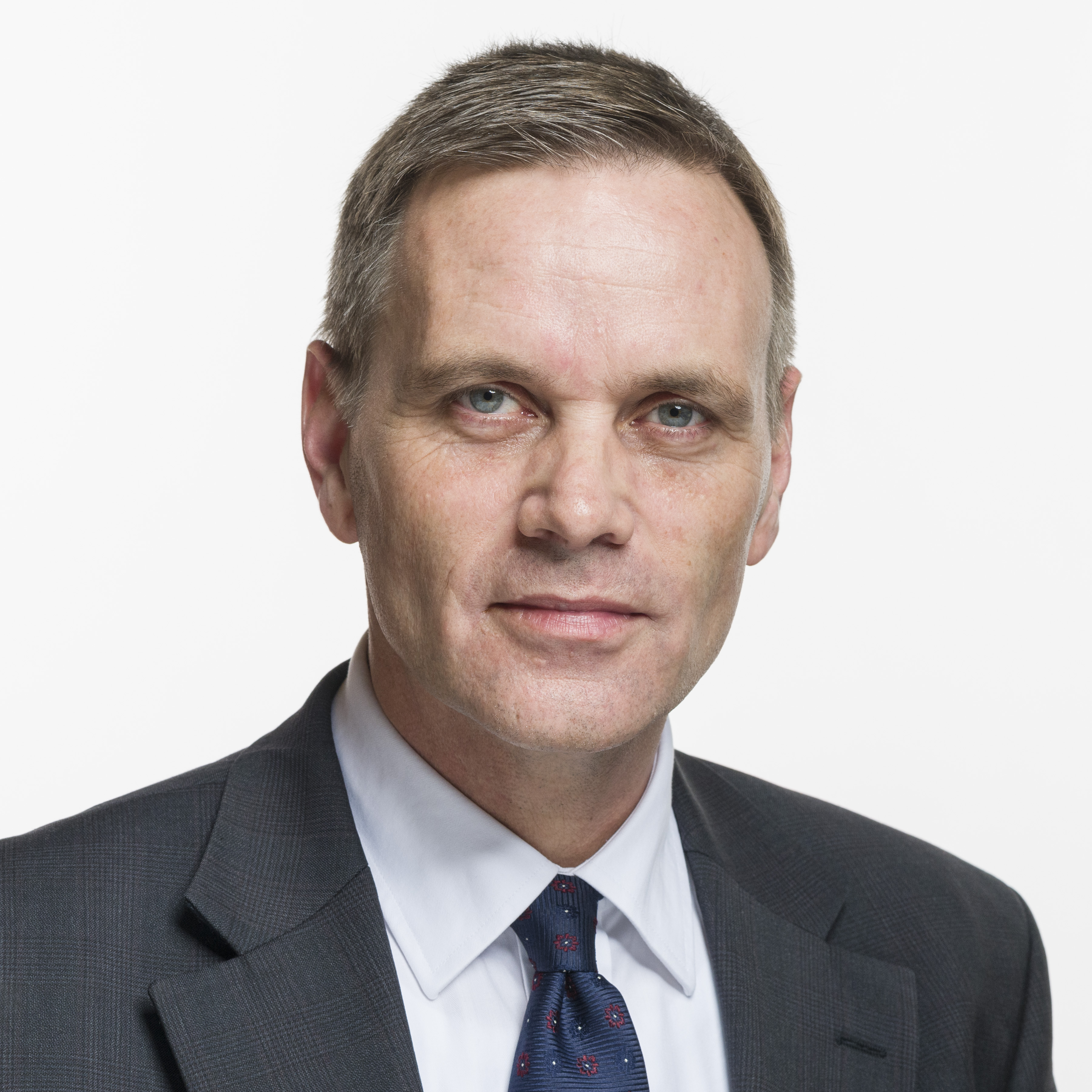
Jean-Pierre Gallati (2019)

Jean-Pierre Gallati (* 24. August 1966 in Muri AG; heimatberechtigt in Näfels GL (Glarus Nord)) ist ein Schweizer Politiker (SVP) und Rechtsanwalt.

## Leben und Beruf
Zwischen 1973 und 1982 besuchte Jean-Pierre Gallati die Primarschule Waltenschwil und die Bezirksschule Wohlen. Ab 1982 besuchte er die Alte Kantonsschule Aarau, die er 1986 mit der Matura Typus A abschloss. Das Studium der Rechtswissenschaft an der Universität Zürich schloss Gallati 1993 mit dem Lizenziat ab. 1994 erlangte er das Anwaltspatent des Kantons Aargau. Danach war Gallati bis 1998 beim Aargauer Baudepartement als juristischer Adjunkt in der Rechtsabteilung tätig. Von 1999 bis zu seiner Wahl als Regierungsrat im November 2019 hatte er sein eigenes Anwaltsbüro in Berikon und war auch in diversen Verwaltungsräten in der Bau-, Immobilien-, Recycling- und Transportbranche aktiv. So war er auch von 2016 bis zur Wahl, als Verwaltungsratspräsident bei der Giezendanner Transport AG tätig.

## Politische Laufbahn
2006 wurde Gallati für die SVP in den Einwohnerrat (Legislative) seiner Wohngemeinde Wohlen gewählt, in dem er bis 2015 Mitglied war. 2009 folgte die Wahl in den Grossen Rat des Kantons Aargau. Dort präsidierte er die SVP-Fraktion bis 2019. Bei den Wahlen am 20. Oktober 2019 wurde er in den Nationalrat gewählt. Gleichzeitig kandidierte er für den Regierungsratssitz, der nach dem Rücktritt von Franziska Roth frei geworden war. Im ersten Wahlgang erhielt er mit 35,1 % am meisten Stimmen. Trotzdem verfehlte er das absolute Mehr. Im zweiten Wahlgang am 24. November 2019 wurde er schliesslich mit 1592 Stimmen Vorsprung auf seine Gegnerin Yvonne Feri und mit 50,5 % der Stimmen in den Aargauer Regierungsrat gewählt. Aus dem Nationalrat trat er daraufhin per 1. März 2020 zurück. Im Jahr 2023 steht er erstmals dem Regierungsrat als Landammann vor. Am 20. Oktober 2024 wurde er im ersten Wahlgang als Regierungsrat bestätigt.

## Persönliches
Jean-Pierre Gallati ist verheiratet und Vater einer erwachsenen Tochter. Er wohnt in Wohlen.